# مکانیسم (مجموعه تلویزیونی)
مکانیسم (به پرتغالی: O Mecanismo) یک مجموعه تلویزیونی درام سیاسی برزیلی است که توسط ژوزه پادیلیا و النا سوارز ساخته شده‌است. کارگردانی این مجموعه را ژوزه پادیلیا، فلیپه پرادو و مارکوس پرادو و نویسندگی آن را النا سوارز بر عهده داشتند. داستان این مجموعه، عملیات کارواش (به پرتغالی: Operação Lava Jato) یک گروه ضربت پلیس در حال انجام است که یک طرح فساد گسترده را که شامل دولت برزیل و چندین شرکت مهندسی برجسته می‌شود را کشف می‌کند. در ۲۳ مارس ۲۰۱۸، همهٔ قسمت‌های فصل اول به صورت جهانی در نتفلیکس منتشر شد. این مجموعه در ۲۸ مه ۲۰۱۸، برای فصل دوم تمدید شد. فصل دوم در ۱۰ مه ۲۰۱۹، در نتفلیکس منتشر شد.

## بازیگران
- سلتون ملو در نقش مارکو روفو
- کارولین ابرس در نقش ورنا کاردونی
- انریکه دیاز در نقش روبرتو ابراهیم
- لئوناردو مدیروس در نقش ژوا پدرو رنژل
- الساندرا کولاسانتی در نقش ویلما کیتانو
- جاناتان هاگنسن در نقش وندر
- اوتو جونیور در نقش قاضی پائولو ریگو
- سوزانا شنارندورف در نقش رژینا
- آنتونیو سابویا در نقش دیماس
- لی تیلور در نقش کلودیو آمادئو